# Alex Wheatle (filme)
Alex Wheatle (bra/prt: Alex Wheatle) é um filme de drama histórico de 2020 dirigido por Steve McQueen e co-escrito por McQueen e Alastair Siddons. É estrelado por Sheyi Cole como Alex Wheatle, um romancista britânico negro que foi condenado a uma pena de prisão após a revolta de 1981 em Brixton. O filme foi lançado como parte da série antológica Small Axe na BBC One em 6 de dezembro de 2020 e no Amazon Prime Video em 11 de dezembro de 2020.

## Elenco
- Sheyi Cole como Alex Wheatle
  - Asad-Shareef Muhammad como Jovem Alex Wheatle
- Robbie Gee como Simeon
- Johann Myers como Cutlass Rankin
- Jonathan Jules como Dennis Isaacs
- Elliot Edusah	como Valin
- Khali Best como Badger
- Fumilayo Brown-Olateju como Dawn
- Dexter Flanders como Floyd

## Recepção
No agregador de críticas Rotten Tomatoes, o filme detém um índice de aprovação de 97% com base em 43 resenhas críticas, com nota média de 7,4/10. O consenso dos críticos do site diz: “Sheyi Cole brilha em Alex Wheatle, uma cinebiografia angustiante que mal arranha a superfície de uma vida complexa, mas o faz com empatia e sutileza.” O Metacritic atribuiu ao filme uma pontuação média ponderada de 77 em 100, com base em 17 críticos, indicando “críticas geralmente favoráveis”.